# ぽとふ保育園
ぽとふ保育園（ぽとふほいくえん）は、神奈川県の県央地域を中心に13箇所で展開されている私立の保育所。0歳児から2歳児を対象とした小規模保育園。

## 概要
- 株式会社ソーシエが運営する私立保育所で、「子どもたちの自然な笑顔のために」という理念を掲げる。2017年にぽとふ伊勢原の開園を皮切りに、2023年現在までに神奈川県内で13の園が展開されている[1][2]。

## 特色
- 綾瀬市で運営されているぽとふ綾瀬は「病児保育室ぽとふ」を併設し、綾瀬市で唯一の病児保育室が併設されている園である[3][4]。

## 保育時間
- 7:00～19:00（ぽとふ茅ヶ崎・ぽとふ大和・ぽとふ大和第2、ぽとふ柏ケ谷、ぽとふ平塚、ぽとふ藤沢）
- 7:30〜19:30（ぽとふ伊勢原・ぽとふ海老名・ぽとふ上今泉・ぽとふ厚木・ぽとふ綾瀬、ぽとふ寺尾中）
- 8:30〜17:15（病児保育室ぽとふ）[5]

## 休園日
- 日曜日、祝日
- 年末年始

## 実施保育
- 0歳児保育
- 1・2歳児保育
- 延長保育
- 一時預かり（ぽとふ茅ヶ崎・ぽとふ大和・ぽとふ大和第2）
- 病児保育

## 年間行事
- 7月：ぽとふまつり
- 10月：ハロウィン
- 12月：クリスマス会
- 2月：節分
- 3月：ひなまつり、卒園式、お祝いの会
- その他：身体測定、誕生日会（毎月）[6]

## 所在地
- ぽとふ伊勢原

神奈川県伊勢原市伊勢原1-22 Kビル1F
- ぽとふ海老名

神奈川県海老名市国分南3-4-25 エクラン八芳1F
- ぽとふ上今泉

神奈川県海老名市上今泉2-7-31
- ぽとふ厚木

神奈川県厚木市長谷677-3 武井ビル101
- ぽとふ大和

神奈川県大和市中央2-6-17
- ぽとふ大和第2

神奈川県大和市中央2-6-17 2F
- ぽとふ茅ヶ崎

神奈川県茅ヶ崎市萩園1230 東総ビル2F-A
- ぽとふ綾瀬

神奈川県綾瀬市寺尾西3-11-1
- 病児保育室ぽとふ（ぽとふ綾瀬に併設）

神奈川県綾瀬市寺尾西3-11-1
- ぽとふ柏ケ谷

神奈川県海老名市東柏ケ谷2-12-4 スイートビル102
- ぽとふ寺尾中

神奈川県綾瀬市寺尾中1-8-11 カタノビル1F
- ぽとふ藤沢

神奈川県藤沢市辻堂元町1-11-3 山口ビル1F
- ぽとふ平塚

神奈川県平塚市天沼7-21
- びすけっと東戸塚園（企業主導型保育園）

神奈川県横浜市戸塚区前田町503-2